# Sherman (hrabstwo Sheboygan)
Sherman – miasto w Stanach Zjednoczonych, w stanie Wisconsin, w hrabstwie Sheboygan.